# Valence-en-Brie
Valence-en-Brie è un comune francese di 928 abitanti situato nel dipartimento di Senna e Marna nella regione dell'Île-de-France.

## Società

### Evoluzione demografica
Abitanti censiti